# Cerys Matthews
Pour les articles homonymes, voir Matthews.
Cerys Elizabeth Matthews, née le 11 avril 1969  à Cardiff, est une chanteuse, compositrice, écrivain et journaliste galloise. C'est un des membres fondateurs du groupe de rock Catatonia.
Elle est également animatrice sur BBC 6 Music

## Prix et récompenses
Matthews a remporté la médaille d'or aux Sony Radio Academy Awards 2013, dans la catégorie « Diffuseur de musique de l'année » pour son émission sur BBC Radio 6 Music.
Matthews a remporté un « St David Award » - pour sa contribution à la culture en 2014 - décerné par le gouvernement gallois, lors de son année inaugurale, 2014. Elle a été nommée membre de l'Ordre de l'Empire britannique (MBE) dans les honneurs de l'anniversaire 2014 pour services rendus à la musique.
En juillet 2014, Matthews a reçu un diplôme honorifique de l'université de Swansea.
Matthews a remporté le prix du meilleur présentateur de musique aux Audio Production Awards le 23 novembre 2016.
En 2017, elle a été présentatrice invitée lors de la couverture par la BBC du Royal Welsh Show, aux côtés d'Andi Oliver et d'Omar Hamdi. Le 14 mai 2018, Matthews a succédé à Paul Jones en tant que présentatrice de The Blues Show sur BBC Radio 2.
En 2019, Matthews a été l'un des trois juges du calendrier 2020 de Countryfile, vendu au profit de Children in Need.
En 2022, Matthews a réalisé un pilote pour une nouvelle émission musicale de BBC Radio 4 intitulée Add To Playlist, avec Jeffrey Boakye. Il s'agit d'une émission hebdomadaire diffusée le vendredi soir, que Matthews et Boakye présentent et dirigent musicalement, et dont la production est assurée par Jerome Weatherald. Add To Playlist a remporté le Prix Italia et le Prix Europa dans la catégorie radio musicale en 2022.

## Discographie solo

### Albums
- 2003 : Cockahoop
- 2006 : Never Said Goodbye
- 2007 : Awyren = Aeroplane
- 2009 : Don't Look Down/Paid Edrych i Lawr
- 2010 : Tir

### Albums en collaboration

#### Avec Hidden Orchestra
- 2021 : We Come from the Sun